# Miniopterus shortridgei
Miniopterus shortridgei es una especie de murciélago de la familia Vespertilionidae.

## Distribución geográfica
Se encuentra en Indonesia y Timor Oriental.